# Brunsvigia grandiflora
Brunsvigia grandiflora är en amaryllisväxtart som beskrevs av John Lindley. Brunsvigia grandiflora ingår i släktet Brunsvigia och familjen amaryllisväxter. Inga underarter finns listade i Catalogue of Life.

## Bildgalleri

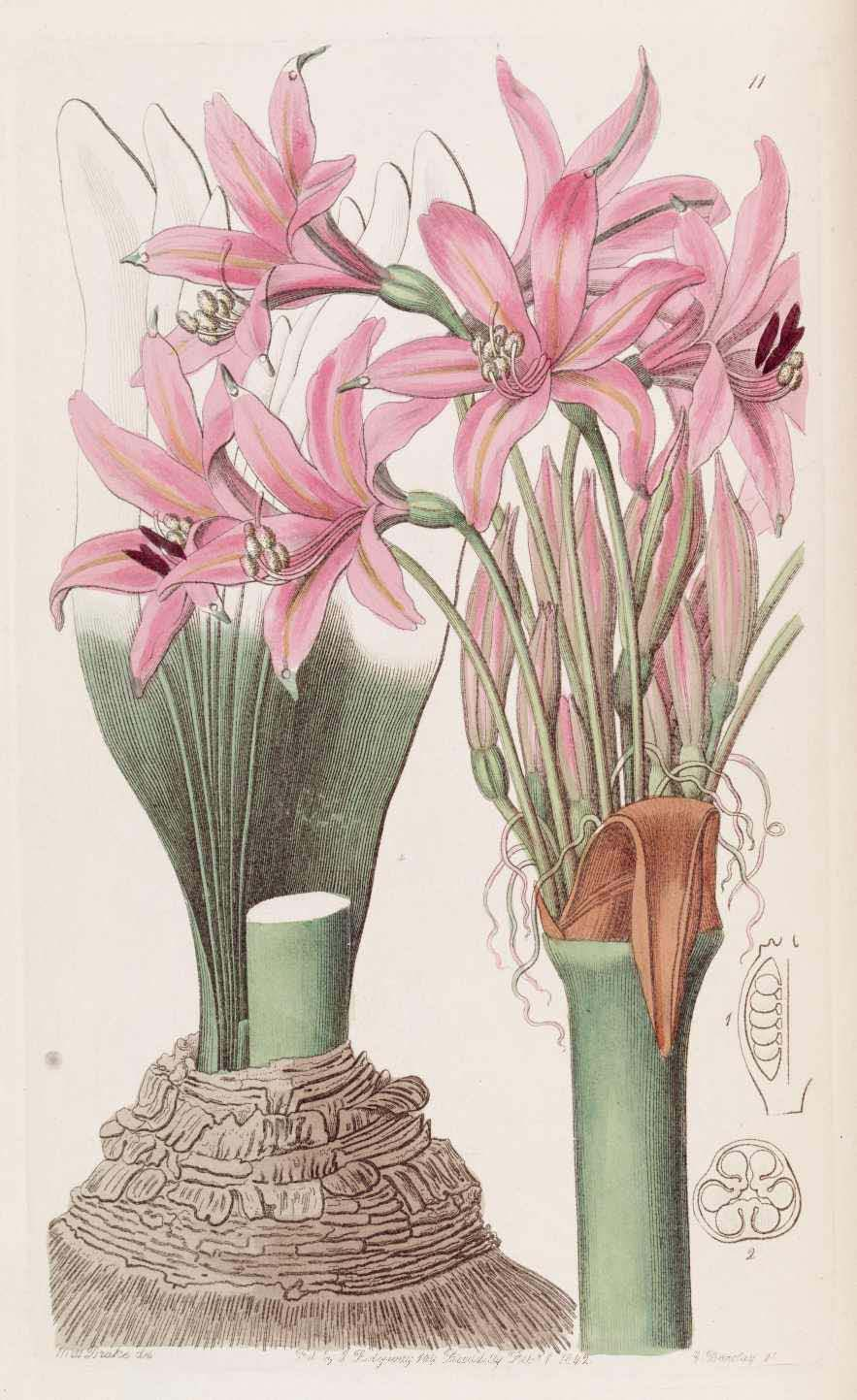
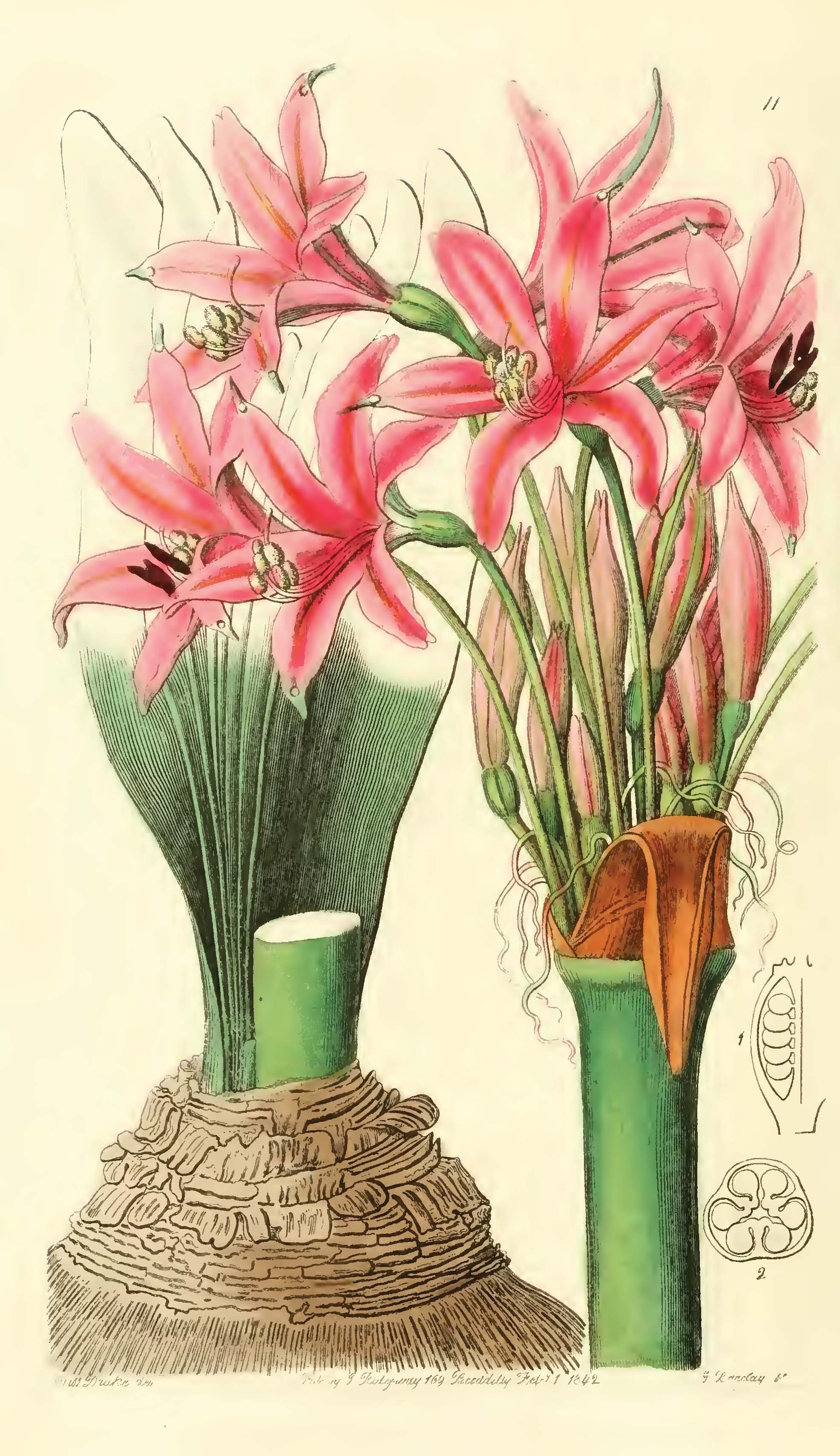